# دهام

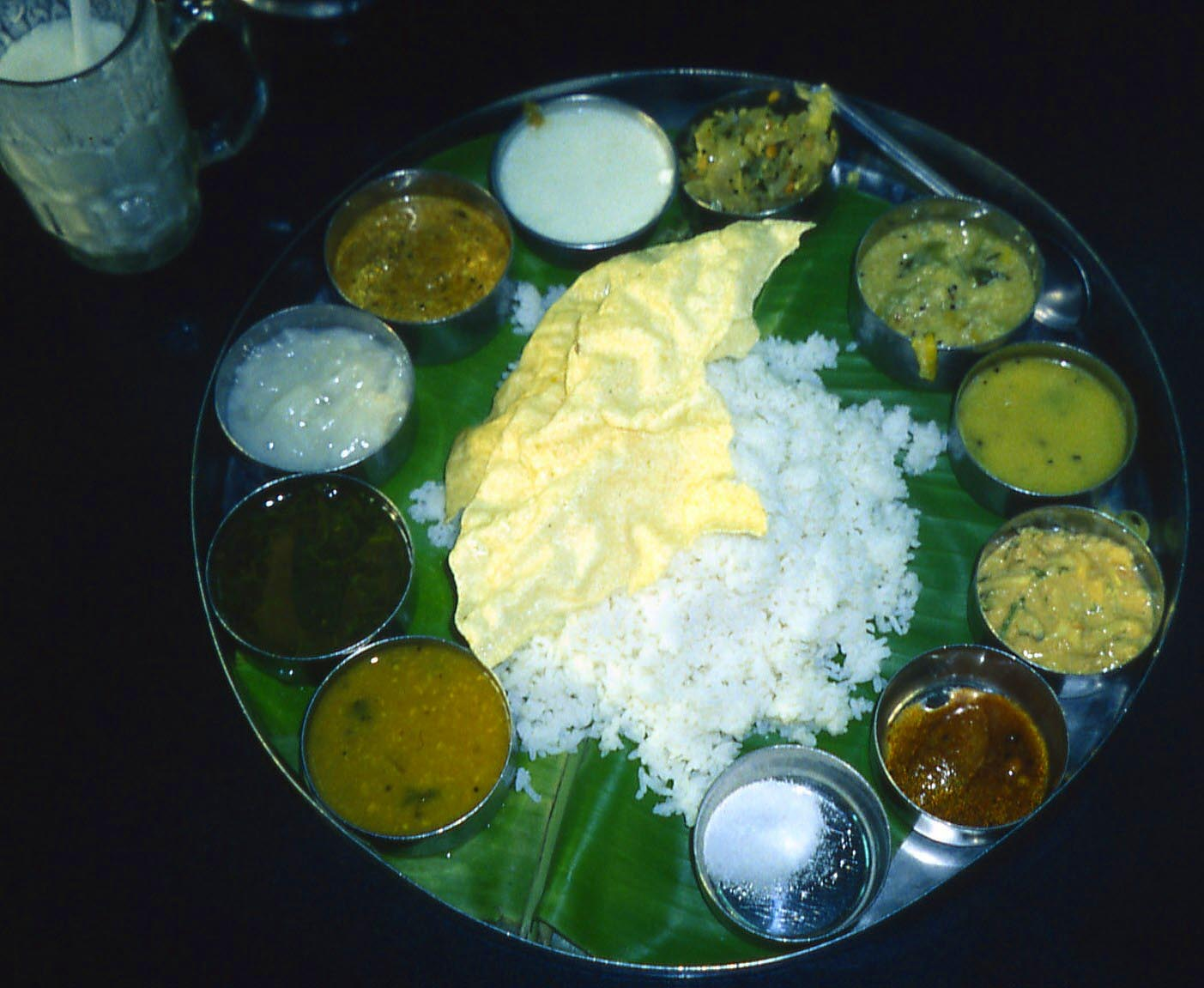

دهام هو مهرجان للطعام التقليدي الذي يحتفل به في ولاية هيماتشال براديش الهندية. 

## مهرجان دهام
طعام هيماتشال يختلف من منطقة إلى أخرى. ويستند المطبخ من هيماشال براديش إلى حد كبير على المناخ والطبوغرافيا للدولة. في حين أن الوجبة اليومية المعتادة هي العدس-الأرز-الخضار-الخبز، يتم طهي  بعض الأطباق الخاصة خلال المناسبات الاحتفالية. من بين الأطعمة الاحتفالية، تجد الوجبة التقليدية، تجد دهام (وجبة الغداء في المناسبات التقليدية) على الفور.
كما ويتم الاحتفال بدهام التقليدي بحماسة كبيرة، يقدم دهام فرصة للتعرف على مختلف الأطباق من الدولة. يتم طهي دهام فقط من قبل ال botis (طبقة معينة من البراهمة الذين هم طهاة وراثيون). يبدأ إعداد هذه الوجبة الممتدة في منتصف النهار في الليلة السابقة للاحتفال. والأواني المستخدمة لطهي الطعام هي عادة ما تكون  أدوات نحاسية ويتم تقديمه في دورات للأشخاص الذين يجلسون على الأرض. يتم تقديم الطعام على أطباق أوراق تسمى pattlu (في لغة الكانجلراهيماشال المحلية). يحتوي دهام على أرز عطري عادي، وبقوليات مقلية أو دال، وكاري خضراوات حار من فاصولياء حمراء، والعديد من الحلويات لإشباع شهية المرء.

## أنواع الأطعمة في المهرجان
و يختلف الدهام التقليدي من منطقة إلى أخرى في الولاية. تبدأ القائمة المعتادة لدهام بالأرز، ومونج دال، ومادرا من الراجم (الفاصولياء الحمراء) أو الشول (الحمص) الذي يتم طبخه في الزبادي الذي يتم إعداده بأسلوب فريد من خلال إضافة حوالي 20 توابل. ويتبع بالماش دال، تعلوه الخاتة (صلصة حلوة وحامضة) مصنوعة من التمر الهندي والسكر البني الخشن، وينتهي الدام بالميتاه (الحلويات) (يعني البات الأرز في لغة هيماتشي) - الأرز الحلو أو مثدي (مصنوع من البوندي أو فتات الخبز وما إلى ذلك). دهام هو وجبة منتصف اليوم والتي تُقدم للناس في ثقافة هيماتشالي في مناسبات الزواج أو حفلة عيد ميلاد أو حفلة تقاعد أو أي أيام دينية. ويتم ويتم تقديم الأرز المطبوخ ونوع من دال دعا مونج دال ويتم تقديم أولاً في دهام. و بعد ذلك، يتم أيضًا تقديم حبوب القَطاني على شكل حبة الكلى تعرف باسم الرجمة (مادرا)، ومن ثم بالدا، وخاتة، وماكال كي دال، وفي النهاية سيثا بهات، مما يعني أنه يتم تقديم الحلوى بما في ذلك الأرز المكون من الأرز والحليب والسكر.